# Cruz de San Juan Bautista

Bandera de San Juan Bautista.

La cruz de San Juan Bautista es una cruz griega en blanco (plata) sobre rojo (gules); gráficamente es complementaria de la cruz de San Jorge.
Tiene gran importancia en las ciudades como Chiclana de la Frontera debido a que San Juan Bautista es su patrón.

## Historia
La cruz de San Juan es muy antigua, generalmente se considera descendiente de la blutfahne, la originaria bandera del soberano del Sacro Imperio Romano Germánico constituida por una tela de color rojo a la que se añadió una cruz de plata; en consecuencia era un símbolo de pertenencia a la familia imperial de los gibelinos, al contrario que la cruz de San Jorge que indicaba preferencia por los güelfos.

## Naciones y ciudades que tienen la cruz de San Juan Bautista en la enseña o escudo

### Naciones
- Sacro Imperio Romano Germánico (1200-1350)
- Ducado de Saboya
- República florentina
- Reino de Cerdeña
- Reino de Italia (1861-1946)
- Orden de Malta

### Regiones
- Piamonte
- Ródano-Alpes
- Saboya
- Provincia Marítima de Cartagena

### Ciudades
| - Albacete patrón de la ciudad. - Alcázar de San Juan - Aosta - Asti - Blanes - Borgomanero - Bormio - Bosa - Cagliari - Cassano Magnago - Castelfranco Veneto - Chambéry - Chiclana de la Frontera patrón de la ciudad. - Collegno - Como | - Cuneo - Domodossola - Fidenza - Garlasco - Livigno - Lugano - Matelica - Mendrisio - Mirano - Moncalieri - Mondovì - Nicosia | - Noale - Noli - Noto - Novara - Oderzo - Oklahoma City - Oleggio - Pavía - Porto Tolle - Rivoli - Sant Joan Despí - Sant Joan les Fonts - Sarre - Sassari | - Spiere-Helkijn - Tarquinia - Treviso - Tuscania - Valence - Vicenza - Viena - Viladecans - Viterbo |